# 凤翔站
凤翔站是位于陕西省宝鸡市凤翔区长青镇马道口村的一个铁路车站，邮政编码721400。车站建于1995年，有宝中铁路经过该站，现办理客货运业务，车站及其上下行区间均已电气化。车站距离宝鸡站36公里，隶属西安铁路局，是四等站。